# Этап

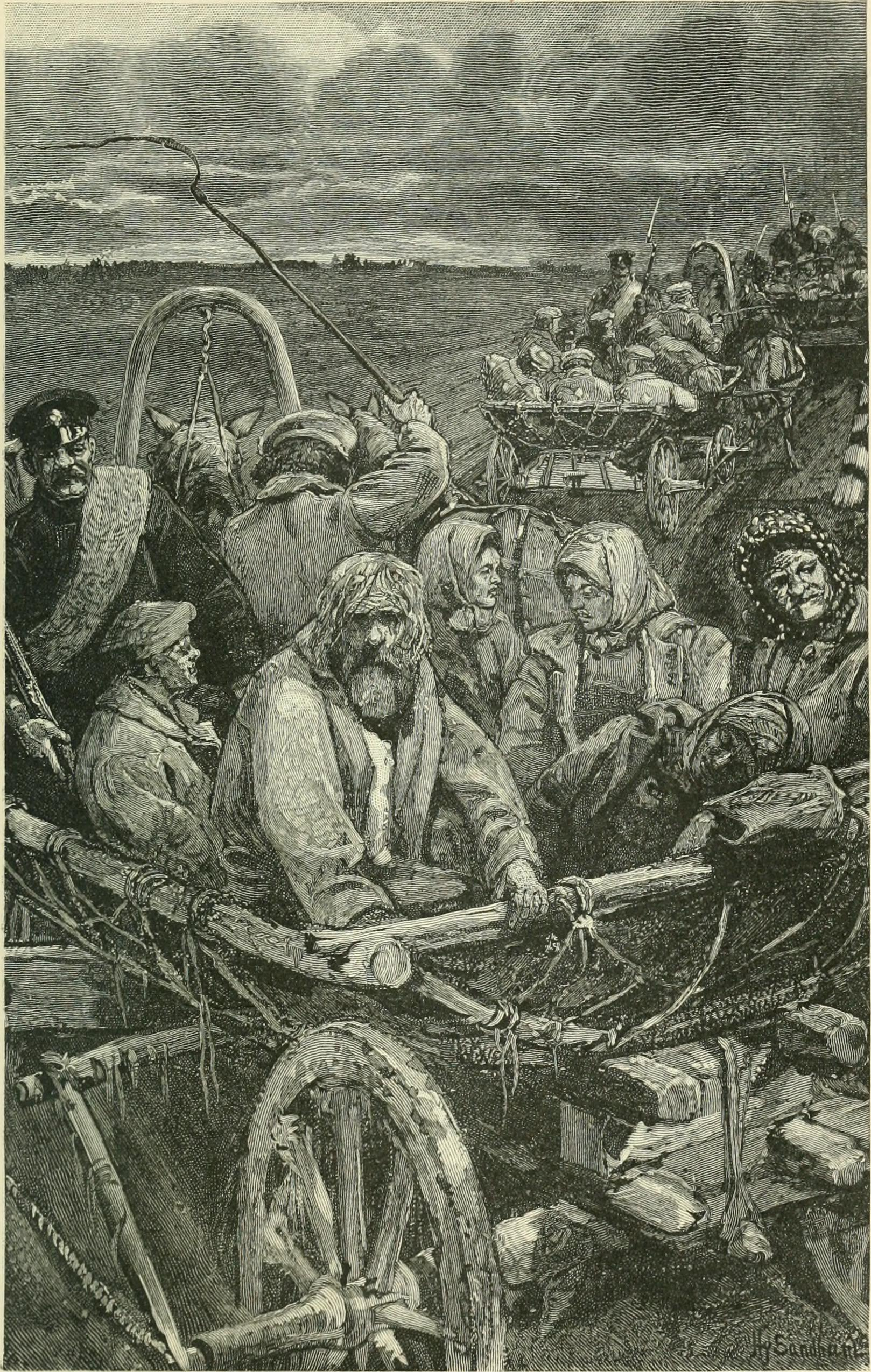
Этапирование в Сибирь
(конец XIX века)

Этап (от нем. stapel — склад через фр. étape — этап, переход, перегон) — понятие, имеющее следующие значения:
- пункт для привала, отдыха и питания проходящих (передвигающихся) по военным дорогам войсковых частей[1] (воинских частей), команд[2][3], оборудованный участок пути (водного, грунтовой дороги, позднее и железной), в военное время, по которым происходило передвижение войсковых частей, команд и транспортов ВС России[4];
- пункт расположения медицинских учреждений, в системе эвакуации раненых и больных, оказывающих медицинскую помощь направляемым в тыл раненым и больным[3];
- пункт для ночлега и днёвок партий арестантов и войсковых команд во время передвижений их по грунтовым дорогам[5][4].
- принудительная транспортировка заключённых (осуждённых и/или подследственных) или ссыльных; путь следования заключённых (ссыльных) к месту заключения или ссылки; партия транспортируемых заключённых (ссыльных)[6][7].
- отдельная стадия (момент) какого-либо процесса (этап хирургической операции (нпр. разрез), в том числе этап военной операции, этап исследования[3], этап спортивных соревнований (нпр. эстафеты) и так далее).